# Fatal Fury: King of Fighters
Fatal Fury: King of Fighters (餓狼伝説:宿命の戦い Garou desentsu: Shukumei no Tatakai?, Leyenda del lobo hambriento: batalla del destino) es un videojuego de lucha de 1991, fue el primer videojuego de lucha desarrollado por SNK para la plataforma arcade Neo Geo. Muchos de los personajes principales de SNK, incluidos los hermanos Terry Bogard, Andy Bogard, Joe Higashi y Geese Howard, hicieron su debut en este juego. El argumento del juego presenta el torneo ficticio «King of Fighters» que se  convirtió en la base para la posterior serie de juegos The King of Fighters.

## Sistema de juego
El modo de juego sigue la fórmula típica de la mayoría de los videojuegos de lucha,  en el que un jugador compite contra su oponente para ganar encuentros competidos a dos de tres rondas. Los controles de juego consisten en un mando de ocho direcciones y tres botones de ataque: golpear, patear y lanzar. Cada uno de los personajes jugables tiene técnicas especiales que se realizan al ejecutar comandos específicos en combinación con el mando y los botones. Los métodos de entrada para movimientos especiales se muestran al jugador durante el transcurso del juego, después de cada ronda de bonificación, a en lugar de mostrarse en una tarjeta de instrucciones en el gabinete del juego.
El aspecto más novedoso de Fatal Fury fue la adición de batallas de dos planos. Muchos escenarios tienen dos planos, uno de fondo y un primer plano. Los jugadores pueden cambiar entre ellos en cualquier momento, excepto en el modo de un jugador, en el que tienen que esperar a que el oponente de la CPU cambie de plano, aunque el jugador no está obligado a hacerlo.
Cuando un segundo jugador se une durante la partida de un jugador, antes de enfrentarse entre sí, ambos jugadores se unan para luchar contra el oponente actual controlado por la CPU en una partida de dos contra uno.
Después de cada segundo encuentro en modo de un jugador, se participa en un minijuego de bonificación una contienda de pulseo contra una máquina. El jugador debe presionar el botón A rápidamente para ganar estos minijuegos.

## Desarrollo
El videojuego fue diseñado por Takashi Nishiyama, el creador del Street Fighter original (1987). Fatal Fury, que Nishiyama imaginó como un sucesor espiritual de Street Fighter, se desarrolló casi al mismo tiempo que Street Fighter II (1991). Mientras Street Fighter II ponía más énfasis en los combos, Fatal Fury ponía más énfasis en el momento de los movimientos especiales y la narración de historias, que son dos características en las que falló durante el juego de Street Fighter original.

## Argumento
La trama de Fatal Fury se centra en un torneo de artes marciales conocido como  «King of Fighters» que se realiza en la ciudad ficticia South Town y es patrocinado por el jefe del crimen local Geese Howard. Diez años antes de los eventos del juego, Geese asesinó a un artista marcial rival llamado Jeff Bogard que se opuso a él. Ahora, los hijos adoptivos de Jeff, Terry y Andy, junto con su amigo Joe Higashi, entran al torneo para vengarse de Geese.

## Personajes
El jugador puede elegir a uno de los tres protagonistas:
- Terry Bogard: un experto estadounidense en artes marciales que busca vengar la muerte de su padre.

- Andy Bogard: el hermano menor de Terry, que aprendió Koppōjutsu en Japón.

- Joe Higashi: Un experto japonés de Muay Thai y amigo de los hermanos Bogard.

El resto de los personajes son rivales controlados por la CPU, en el modo de un jugador se elige cuál será el primer oponente entre Duck King, Richard Meyer, Michael Max y Tung Fu Rue.
- Duck King: un talentoso en el baile callejero que usa un estilo de lucha «rítmico».

- Richard Meyer: Un maestro de la capoeira con numerosas técnicas de patada.

- Michael Max: un boxeador que tiene un ataque de proyectil llamado «Tornado Upper», similar al «Hurricane Upper» de Joe.

- Tung Fu Rue: Un experto en Bajiquan. Al principio aparece como un maestro anciano, pero después de recibir suficiente daño, se convierte en una bestia musculosa con un lariat giratorio y una patada que dispara una bola de fuego.

- Hwa Jai: un maestro de Muay Thai de Tailandia que gana fuerza al beber un licor desconocido. Su técnica especial es una patada rodilla voladora llamada «Dragon Kick», similar a la «Tiger Kick» de Joe.

- Raiden: un luchador rudo que tiene una técnica de vapor venenoso.

- Billy Kane: un maestro de Bōjutsu que es el campeón invicto del torneo.

- Geese Howard: El jefe final. Un líder criminal del bajo mundo y patrocinador del torneo «King of Fighters». Después de derrotar a Billy, el personaje del jugador es secuestrado por los hombres de Geese y llevado a su rascacielos, la Torre Geese, para la batalla final. Su estilo de lucha es el aikidō y tiene un ataque de proyectil similar al «Power Wave» de Terry llamado «Reppuken» o «Violent Wave Fist». También puede lanzar a su oponente después de bloquear un ataque de rango cercano con la técnica llamada «Ateminage» o «Knockdown Blow». Cuando el jugador pierde contra Geese, en lugar de la pantalla de continuación estándar, el personaje elegido cae de la Torre Geese. Sin embargo, si el jugador gana, su personaje derribará a Geese de su edificio, aparentemente matándolo.

## Versiones de consola
La versión de Super Nintendo de Fatal Fury, publicada por Takara y desarrollada por Nova, se publicó en Japón en 1992 y en Norteamérica el año siguiente. Esta versión descarta el sistema de dos planos en favor de un único plano más convencional. Las batallas de dos contra uno han desaparecido y las rondas de bonificación de pulsear se reemplazan por minijuegos que involucran golpear neumáticos voladores. En el modo versus todos los personajes controlados por la CPU son jugables, aunque solo por el segundo jugador. Los jugadores también pueden elegir el mismo personaje, con un color alternativo.
La versión de Mega Drive fue lanzada en 1993, publicada por Sega en Japón y por Takara en Norteamérica. Esta versión elimina a los personajes Hwa Jai y Billy Kane, relegándolos a cameos en los escenarios. Los dos jugadores pueden elegir a todos los personajes controlados por la CPU en el modo versus y Geese es seleccionable mediante un código.
Una versión X68000 producida por Mahou Kabushikigaisha (Magical Company) fue lanzada exclusivamente en Japón el 21 de mayo de 1993.
El juego junto, con sus secuelas Fatal Fury 2, Fatal Fury Special y Fatal Fury 3: Road to the Final Victory, fue incluido en la compilación Fatal Fury: Battle Archives vol. 1 para PlayStation 2. Esta versión incluye una opción para elegir la banda sonora original de arcade o una banda sonora arreglada específicamente para la compilación.
La versión Neo Geo de Fatal Fury fue lanzada por D4 Enterprise para la Consola Virtual de Wii. Más tarde, estuvo disponible en la Consola Virtual de Nintendo Switch.
El juego se incluyó en la compilación SNK Arcade Classics Vol. 1, lanzada para PlayStation 2, PlayStation Portable y Wii.
La versión Neo Geo también está disponible en PlayStation Network como parte de la los títulos de la Neo Geo Station de SNK.

## Recepción
En una revisión retrospectiva, Maximum comentó que el juego no ofreció ninguna competencia real para Street Fighter II en sistema de juego o elenco de personajes. Concluyeron que «el único punto principal a favor de este videojuego es que dos de los personajes pueden unirse para enfrentarse a un oponente de la computadora en un frenesí de tres jugadores, y el videojuego también trata de ofrecer algo nuevo con arenas de combate de dos planos, pero la acción lenta y los vergonzosamente difíciles movimientos de bola de fuego hacen que los movimientos especiales sean algo poco común».